# Paul Hotte
Paul Hotte ist ein kanadischer Filmausstatter.
Paul Hotte ist seit Mitte der 1980er Jahre für kanadische oder US-Filme als Filmausstatter tätig. Für Arrival war er 2017 zusammen mit Patrice Vermette für den Oscar für das Beste Szenenbild nominiert.

## Filmografie (Auswahl)
- 1986: Die Fliege (The Fly)
- 1989: Jacknife
- 1994: Highlander III – Die Legende (Highlander III - The Sorcerer)
- 1995: Dr. Jekyll und Ms. Hyde
- 2000: The Art of War
- 2002: Der Anschlag (The Sum of all Fears)
- 2002: Catch Me If You Can
- 2004: The Day After Tomorrow
- 2004: Terminal (The Terminal)
- 2004: Aviator (The Aviator)
- 2006: The Fountain
- 2006: 300
- 2009: Orphan – Das Waisenkind (Orphan)
- 2008: Die Geheimnisse der Spiderwicks (The Spiderwick Chronicles)
- 2013: Versace - Ein Leben für die Mode
- 2014: Bauernopfer - Spiel der Könige
- 2016: Shut In
- 2016: Arrival
- 2017: Im Zweifel glücklich